# 식도정맥
식도정맥(食道靜脈, 영어: esophageal veins)은 식도의 혈액을 가슴의 홀정맥이나 목의 아래갑상정맥으로 내보내는 정맥들이다. 또한 앞의 정맥보다는 덜 중요하지만 반홀정맥, 뒤갈비사이정맥, 기관지정맥 등으로도 혈액을 내보낸다. 배에서는 일부 식도정맥이 간문맥계에 속한 왼위정맥으로 흘러가며 왼위정맥은 이후 간문맥으로 합류한다.

## 임상적 중요성

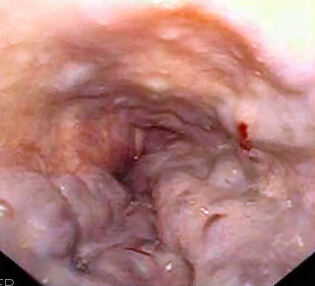
붉은색의 반점들이 특징적으로 보이는 식도정맥류의 내시경 사진

문맥고혈압이 발생하면 간을 통해 혈액이 원활하게 배출되지 못하면서 식도정맥이 늘어나는 식도정맥류가 발생할 수 있다. 문맥고혈압은 대개 간경화증이 원인이다. 식도정맥류로 인해 혈액이 흘러 나오거나 심한 경우 혈관이 터져 생명을 위협하는 출혈이 생기기도 한다.

## 같이 보기
- 식도정맥류

## 참고 문헌
이 문서는 현재 퍼블릭 도메인에 속하는 그레이 해부학 제20판(1918) 의 내용을 기초로 작성된 글이 포함되어 있습니다.
1. ↑  Daniel J Bell; Henry Knipe;  외. “Azygos venous system”. 《radiopaedia.org》 (영어). 2018년 12월 3일에 확인함.
2. ↑  Daniel J Bell; Henry Knipe;  외. “Oesophagus”. 《radiopaedia.org》 (영어). 2018년 12월 3일에 확인함.
3. ↑  대한해부학회 (2017년 1월 25일). 《국소해부학》 3판. 도서출판 고려의학. 374쪽. ISBN 978-89-7043-868-9.
4. ↑  Awad, Joseph; Wattacheril, Julia (2012년 1월 1일),  Jarnagin, William R.; Blumgart, Leslie H., 편집., “Chapter 75B - Esophageal varices: Acute management of portal hypertension”, 《Blumgart's Surgery of the Liver, Pancreas and Biliary Tract (Fifth Edition)》 (영어) (Philadelphia: W.B. Saunders), 1135–1138.e1쪽, doi:10.1016/b978-1-4377-1454-8.00120-x, ISBN 978-1-4377-1454-8, 2020년 11월 23일에 확인함
5. ↑  “Esophageal varices - Symptoms and causes”. 《메이오 클리닉》 (영어). 2022년 8월 19일에 확인함.